# Hokkaido Air System
Esta página contém alguns caracteres especiais e é possível que a impressão não corresponda ao artigo original.
Hokkaido Air System Co., Ltd. (株式会社北海道エアシステム, Kabushiki-gaisha Hokkaidō Ea Shisutemu), ou HAC, é uma companhia aérea sediada na propriedade do Okadama Airport em Okadama-chō, Higashi-ku, Sapporo. 	Ela opera serviços domésticos programados em Hokkaidō. Sua base principal de operações é o Okadama Airport.
Hokkaido Air System é uma companhia privada com sessenta acionistas, a maiorias das quais são o governo de Hokkaido (36.5%), Japan Airlines (14.5%) e a cidade de Sapporo (13.5%). Outros acionistas incluem a cidade de Hakodate, a cidade de Kushiro, Hokkaido Electric Power Company, Hokkaido Bank e a North Pacific Bank. A companhia tinha 82 funcionários em março de 2013.

## História

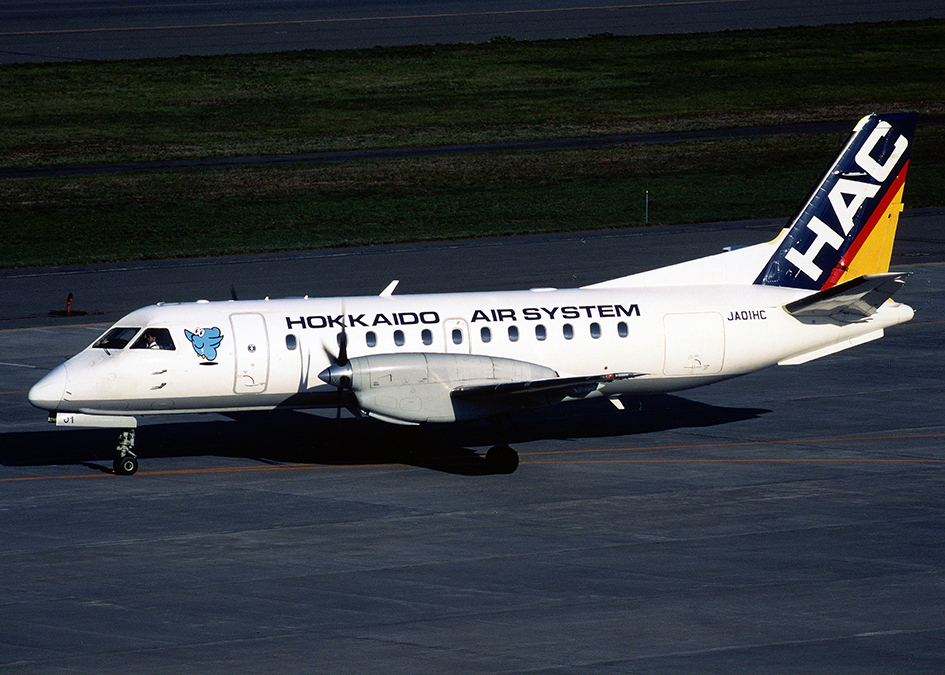
Hokkaido Air System Saab 340B-WT na época da JAS com a pintura da HAC

A companhia aérea foi estabelecida em 1997 e começou as operações em 1998. Fundada como uma joint venture, era uma afiliada do Japan Air System até que esta companhia aérea se associou no Japan   Airlines. Suas sedes eram na época localizadas no edifício do terminal do Novo Aeroporto de Chitose em Chitose, Japão.
As rotas iniciais da HAC em 1998 eram Chitose-Hakodate, Hakodate-Asahikawa, Hakodate-Kushiro e Asahikawa-Kushiro, seguidas por Chitose-Kushiro e Hakodate-Memanbetsu em 1999 e Hakodate-Sendai em 2001. Ele começou o serviço em Okadama em 2003 com serviço para Hakodate e Kushiro, para um total de nove rotas. HAC também serviu Monbetsu de Chitose e Okadama em 2005-06. Air Hokkaido cessou operações em 31 de março  de 2006 e sua rota vendida, Hakodate-Okushiri, foi feita no dia seguinte pela Hokkaido Air System.
HAC deixou o grupo de companhias aéreas do Japão no final do ano fiscal de 2010 (março de 2011) como parte da reestruturação corporativa da JAL. JAL reteve uma participação de 14% na companhia aérea, fazendo dela a segunda maior acionista depois do governo da prefeitura de Hokkaido. Japan Airlines cessou os serviços de manutenção de bilhete e reservas para os voos da HAC efetivos em 1 de setembro de  2011. O governo da prefeitura de Hokkaido e vários governos locais continuaram a subsidiar os serviços da HAC para várias cidades menores na prefeitura.
HAC registrou perdas de 296 milhões de yen e teve capitais próprios negativos de 116 milhões de yen no ano fiscal terminado em março de 2013, e tomou medidas severas para melhorar sua atuação, incluindo retomar compartilhamento de código com JAL e começar serviço de Sapporo para Misawa em julho de 2013. Foi revelado em agosto de 2013 que os legisladores do Liberal Democratic Party no governo de Hokkaido estavam pressionando a JAL para tomar de novo a HAC. Em dezembro, JAL e o governo de Hokkaido estavam em negociações para fazer a HAC uma subsidiaria da JAL, como parte da qual a JAL e o governo de Hokkaido iriam cada um pagar metade do excesso de débito da HAC, com o governo de Hokkaido possivelmente fazendo isto cancelando parte dos sua reivindicação de empréstimo de 360 milhões de yen contra a companhia aérea.

## Frota
Como de janeiro de 2013, a frota do Hokkaido Air System inclui:
| Aviões    | Em uso | Encomendado | Notas |
| --------- | ------ | ----------- | ----- |
| Saab 340B | 3      | 0           |       |